# Pyrinia radiolata
Pyrinia radiolata är en fjärilsart som beskrevs av Walker 1863. Pyrinia radiolata ingår i släktet Pyrinia och familjen mätare. Inga underarter finns listade.